# Jakob Petter Andersson i Bocketorp
Jakob Petter Andersson (i riksdagen kallad Andersson i Bocketorp), född 30 maj 1792 i Högby socken, död 26 november 1871 i Röks socken, var en svensk riksdagsman i bondeståndet.
Andersson företrädde Aska och Göstrings härader av Östergötlands län vid riksdagen 1828–1830. Han var då ledamot i bevillningsutskottet och suppleant för fullmäktige i riksbanken.